# Rudolf Kazda
Rudolf Kazda (28. října 1862 Jilemnice – 31. července 1929 Jilemnice) byl český obchodník, kronikář a organizátor kulturního a sportovního života na Jilemnicku.

## Životopis
Rudolf Kazda bydlel v domě čp. 267 ve Valdštejnské ulici v Jilemnici. Byl členem TJ Sokol Jilemnice. Ve spolku působil jako jednatel a později jako starosta. Byl zakládajícím členem ČKS SKI Jilemnice a roku 1895 se stal prvním předsedou tohoto spolku. Zasloužil se o stavbu jilemnické Sokolovny a jako starosta Sokola ji roku 1886 slavnostně otevíral. Roku 1897 si jeho sestra Emilie vzala Josefa Vejnara, který se přistěhoval do jejich domu ve Valdštejnské ulici. Spřátelili se a Rudolf Kazda mu pomáhal kolorovat jeho černobílé diapozitivy.
Byl členem Divadelního spolku Kolár. V tomto spolku vystřídal místo garderobiéra, režiséra a předsedy. Když roku 1914 ochotnická činnost vlivem první světové války utichla, pokusil se ji obnovit. Hrálo se ve prospěch raněných, Červeného kříže a dalších, válkou postižených lidí.
Založil a vedl Jilemnický okrašlovací spolek. Během působení v okrašlovacím spolku se zasloužil o záchranu některých náhrobků ze starého jilemnického hřbitova. Byl dlouholetým členem městské rady a deset let zasedal ve výboru občanské záložny. Jilemnici na přelomu 19. a 20. století popsal ve své sedmisvazkové rukopisné kronice. Chtěl sestavit rodopisné knihy všech domů a jejich obyvatel. Dal dohromady materiály, opatřil výpisy z pozemkových knih i matriky, dotazoval se starých pamětníků. Po jeho smrti tyto materiály a sestavené rodopisné knihy zakoupila Městská spořitelna za 2000 Kč.
Zemřel 31. července 1929 v Jilemnici. Je pohřben na místním hřbitově.

## Rodina
Manželkou Rudolfa Kazdy byla Anna Kazdová, roz. Podrazilová (1867–1894). Měli dva syny, z nichž se pouze jeden dožil dospělosti.
- Rudolf (18. června 1889 – 9. července 1890)
- Rudolf, přezdívaný filosof, Kazda (11. října 1891 – 10. ledna 1916) - vydal básnickou sbírku Kvetly jasmíny, zemřel na tuberkulózu.